# The Cube (brytyjski teleturniej)
The Cube (w 2020 The Million Pound Cube) – brytyjski teleturniej emitowany na antenie ITV1 od 22 sierpnia 2009 do 8 sierpnia 2015 oraz ponownie od 17 października 2020 roku, prowadzony przez Philipa Schofielda.
Program trzykrotnie zdobył nagrodę BAFTA oraz 2 inne, był także wielokrotnie nominowany w kategoriach najlepszego programu rozrywkowego i teleturnieju.
W Polsce program emitowany był z lektorem na antenie BBC Entertainment w 2014 roku pod tytułem Sześcian, później na antenie BBC Brit, a od 2020 r. na kanale Active Family.

## Zasady gry
W oryginalnej wersji programu zawodnicy grali indywidualnie, od roku 2020 natomiast uczestnicy występują w parach.
Główną nagrodą w teleturnieju jest 250 000 funtów (w roku 2020: 1 000 000 funtów). Celem gracza jest ukończenie siedmiu gier zręcznościowych i umysłowych, wymagających od niego sprawności w chwytaniu, rzucaniu, utrzymywaniu równowagi, szybkim reagowaniu, szacowaniu i zapamiętywaniu (zwykle siódma gra jest utrudnioną wersją jednej z poprzednich). Wszystkie zadania odbywają się wewnątrz sześcianu o wymiarach 4m × 4m × 4m wykonanego z pleksiglasu. Po ukończeniu zadania z sukcesem zawodnik zdobywa coraz wyższe sumy pieniędzy, zgodnie z poniższą tabelą.
| Zadanie | Stawka    | Stawka    |
| Zadanie | 2009–2015 | 2020      |
| ------- | --------- | --------- |
| 1.      | 1000 £    | 2000 £    |
| 2.      | 2000 £    | 5000 £    |
| 3.      | 10 000 £  | 10 000 £  |
| 4.      | 20 000 £  | 25 000 £  |
| 5.      | 50 000 £  | 100 000 £ |
| 6.      | 100 000 £ | 250 000 £ |
| 7.      | 250 000 £ | 1 000 £   |

Dany poziom zostaje zaliczony tylko po poprawnym ukończeniu gry. Zawodnicy rozpoczynają grę z dziewięcioma życiami. Każda nieudana próba wykonania zadania powoduje stratę jednego życia. Gdy zawodnik straci wszystkie życia, odpada z gry, tracąc wszystkie zebrane pieniądze. Gracz może wycofać się z gry tylko pomiędzy zadaniami; jeśli zdecyduje się na rozpoczęcie zadania (z wyjątkiem Próbnego podejścia), musi próbować je ukończyć, dopóki go nie wykona lub nie utraci wszystkich żyć. W trakcie gry dozwolone jest korzystanie z rad udzielanych przez zasiadające na widowni osoby towarzyszące. Uczestnicy dysponują ponadto dwiema pomocami. Są nimi:
- w przypadku, gdy zawodnik toczy grę indywidualnie:
  - Uproszczenie (Simplify) – uczynienie zadania łatwiejszym,
  - Próbne podejście (Trial run) – próbne wykonanie zadania (w przypadku, gdy uda się wykonać zadanie nie wygrywa się, gdy się nie uda – nie traci się życia);
- w przypadku, gdy zawodnicy toczą grę w parze:
  - Uproszczenie (Simplify) – uczynienie zadania łatwiejszym,
  - Zamiana (Swap) – zamiana miejscami zawodników (dostępna wyłącznie w trakcie zadań wykonywanych przez jednego gracza).

Lektorem (oraz głosem Sześcianu), który wyjaśnia zadania został Colin McFarlane. Podczas prezentacji zadań pojawia się również postać nazywana The Body (od 2020 są dwie takie postacie), która przedstawia prawidłowy sposób wykonania zadania; w 2020 roku ogłoszono, że od 2009 wcielała się w nią modelka Andrianna Christofi.
W teleturnieju wielokrotnie udział brali celebryci, a ich wygrane przekazywane były na cel charytatywny. W związku z tym otrzymywali gwarancję opuszczenia gry z co najmniej 1000 funtów (nawet gdyby nie wykonali poprawnie pierwszego zadania).

## Spis serii
| Seria                | Seria | Odcinki   | Początek emisji      | Koniec emisji        | Średnia oglądalność |
| -------------------- | ----- | --------- | -------------------- | -------------------- | ------------------- |
|                      | 1.    | 1–7 (7)   | 22 sierpnia 2009     | 3 października 2009  | ok. 5,1 mln         |
|                      | 2.    | 8–19 (12) | 19 września 2010     | 21 listopada 2011    | ok. 5,1 mln         |
| 18 grudnia 2010      | 2.    | 8–19 (12) |                      |                      | ok. 5,1 mln         |
| 2 stycznia 2011      | 2.    | 8–19 (12) |                      |                      | ok. 5,1 mln         |
|                      | 3.    | 20–28 (9) | 3 kwietnia 2011      | 22 maja 2011         | ok. 3,5 mln         |
| 11 czerwca 2011      | 3.    | 20–28 (9) |                      |                      | ok. 3,5 mln         |
|                      | 4.    | 29–37 (9) | 30 października 2011 | 11 grudnia 2011      | ok. 3,9 mln         |
| 24 grudnia 2011      | 4.    | 29–37 (9) | 31 grudnia 2011      |                      | ok. 3,9 mln         |
|                      | 5.    | 38–45 (8) | 14 kwietnia 2012     | 12 maja 2012         | ok. 3,1 mln         |
| 2 czerwca 2012       | 5.    | 38–45 (8) |                      |                      | ok. 3,1 mln         |
| 14 czerwca 2012      | 5.    | 38–45 (8) | 21 czerwca 2012      |                      | ok. 3,1 mln         |
|                      | 6.    | 46–53 (8) | 23 grudnia 2012      | 23 grudnia 2012      | ok. 3,9 mln         |
| 2 marca 2013         | 6.    | 46–53 (8) | 13 kwietnia 2013     |                      | ok. 3,9 mln         |
|                      | 7.    | 54–61 (8) | 20 kwietnia 2013     | 18 maja 2013         | ok. 3,2 mln         |
| 30 czerwca 2013      | 7.    | 54–61 (8) |                      |                      | ok. 3,2 mln         |
| 28 grudnia 2013      | 7.    | 54–61 (8) |                      |                      | ok. 3,2 mln         |
| 22 lutego 2014       | 7.    | 54–61 (8) |                      |                      | ok. 3,2 mln         |
|                      | 8.    | 62–70 (9) | 1 marca 2014         | 5 kwietnia 2014      | ok. 3,3 mln         |
| 11 kwietnia 2014     | 8.    | 62–70 (9) |                      |                      | ok. 3,3 mln         |
| 28 czerwca 2014      | 8.    | 62–70 (9) |                      |                      | ok. 3,3 mln         |
| 7 lipca 2014         | 8.    | 62–70 (9) |                      |                      | ok. 3,3 mln         |
|                      | 9.    | 71–78 (8) | 3 czerwca 2015       | 8 lipca 2015         | ok. 2,7 mln         |
| 1 sierpnia 2015      | 9.    | 71–78 (8) | 8 sierpnia 2015      |                      | ok. 2,7 mln         |
|                      | 10.   | 79–86 (8) | 17 października 2020 | 17 października 2020 | bd. (< 4,2 mln)     |
| 19 października 2020 | 10.   | 79–86 (8) | 23 października 2020 |                      | bd. (< 4,2 mln)     |
| 24 października 2020 | 10.   | 79–86 (8) |                      |                      | bd. (< 4,2 mln)     |
| 20 grudnia 2020      | 10.   | 79–86 (8) |                      |                      | bd. (< 4,2 mln)     |
|                      | 11.   | 87–94 (8) | 28 sierpnia 2021     | bd.                  | bd.                 |

### WydanieText Santa
19 grudnia 2014 w ramach corocznej akcji charytatywnej stacji ITV, w grze udział wzięła para uczestników: Paddy McGuinness i Alesha Dixon. Cała gra składała się z wyłącznie trzech zadań, wartych 1000, 50 000 i 100 000 funtów; gracze mieli do dyspozycji 5 żyć i jedno Uproszczenie.

## Nagrody
| Rok  | Nagrody                    | Kategoria                     | Wynik     |
| ---- | -------------------------- | ----------------------------- | --------- |
| 2010 | Broadcast Awards           | Najlepszy nowy program        | nominacja |
| 2010 | Rose d'Or                  | Najlepszy teleturniej         | nominacja |
| 2011 | RTS Awards                 | Najlepszy program rozwrywkowy | nominacja |
| 2011 | Broadcast Awards           | Najlepszy program rozwrywkowy | wygrana   |
| 2011 | BAFTA                      | Najlepsza ekipa (rozrywka)    | wygrana   |
| 2011 | BAFTA                      | Najlepszy program rozwrywkowy | wygrana   |
| 2012 | BAFTA                      | Najlepsza ekipa (rozrywka)    | wygrana   |
| 2012 | National Reality TV Awards | Najlepszy teleturniej         | nominacja |
| 2012 | TV Choice Awards           | Najlepszy teleturniej         | wygrana   |
| 2012 | Rose d'Or                  | Najlepszy teleturniej         | nominacja |
| 2012 | National Television Awards | Najlepszy program rozwrywkowy | nominacja |
| 2013 | National Television Awards | Najlepszy program rozwrywkowy | nominacja |
| 2014 | National Television Awards | Najlepszy program rozwrywkowy | nominacja |

## Wersje lokalne na świecie
Oprócz Wielkiej Brytanii program na świecie powstał w jeszcze kilkunastu innych państwach:
- Arabia Saudyjska,
- Australia[12],
- Chiny,
- Francja,
- Grecja[c],
- Hiszpania,
- Holandia,
- Liga Państw Arabskich,
- Niemcy,
- Portugalia,
- Rosja,
- Stany Zjednoczone[13][c],
- Turcja[c],
- Ukraina,
- Węgry,
- Włochy.